# Lagarosiphon
Lagarosiphon es un género  de plantas acuáticas de la familia Hydrocharitaceae. Es originario del sur de África y Madagascar. Comprende 19 especies descritas y de estas, solo 9 aceptadas.

## Taxonomía
El género fue descrito por William Henry Harvey y publicado en Journal of Botany, being a second series of the Botanical Miscellany 4: 230. 1841. La especie tipo es: Lagarosiphon muscoides Harv.

## Especies aceptadas
A continuación se brinda un listado de las especies del género Lagarosiphon aceptadas hasta septiembre de 2014, ordenadas alfabéticamente. Para cada una se indica el nombre binomial seguido del autor. abreviado según las convenciones y usos.
- Lagarosiphon cordofanus Casp., Jahrb. Wiss. Bot. 1: 504 (1858)
- Lagarosiphon hydrilloides Rendle, J. Linn. Soc., Bot. 30: 381 (1895)
- Lagarosiphon ilicifolius Oberm., Bothalia 8: 145 (1964).
- Lagarosiphon madagascariensis Casp., Abh. Naturwiss. Vereine Bremen 7: 252 (1882)
- Lagarosiphon major (Ridl.) Moss, Trans. Roy. Soc. South Africa 16: 193 (1928)
- Lagarosiphon muscoides Harv., J. Bot. (Hooker) 4: 230 (1842)
- Lagarosiphon rubellus Ridl., J. Linn. Soc., Bot. 22: 234 (1886)
- Lagarosiphon steudneri Casp. in Schweinf., Beitr. Fl. Aethiop.: 200 (1867)
- Lagarosiphon verticillifolius Oberm., Bothalia 8: 142 (1964)